# Suisse de Valence

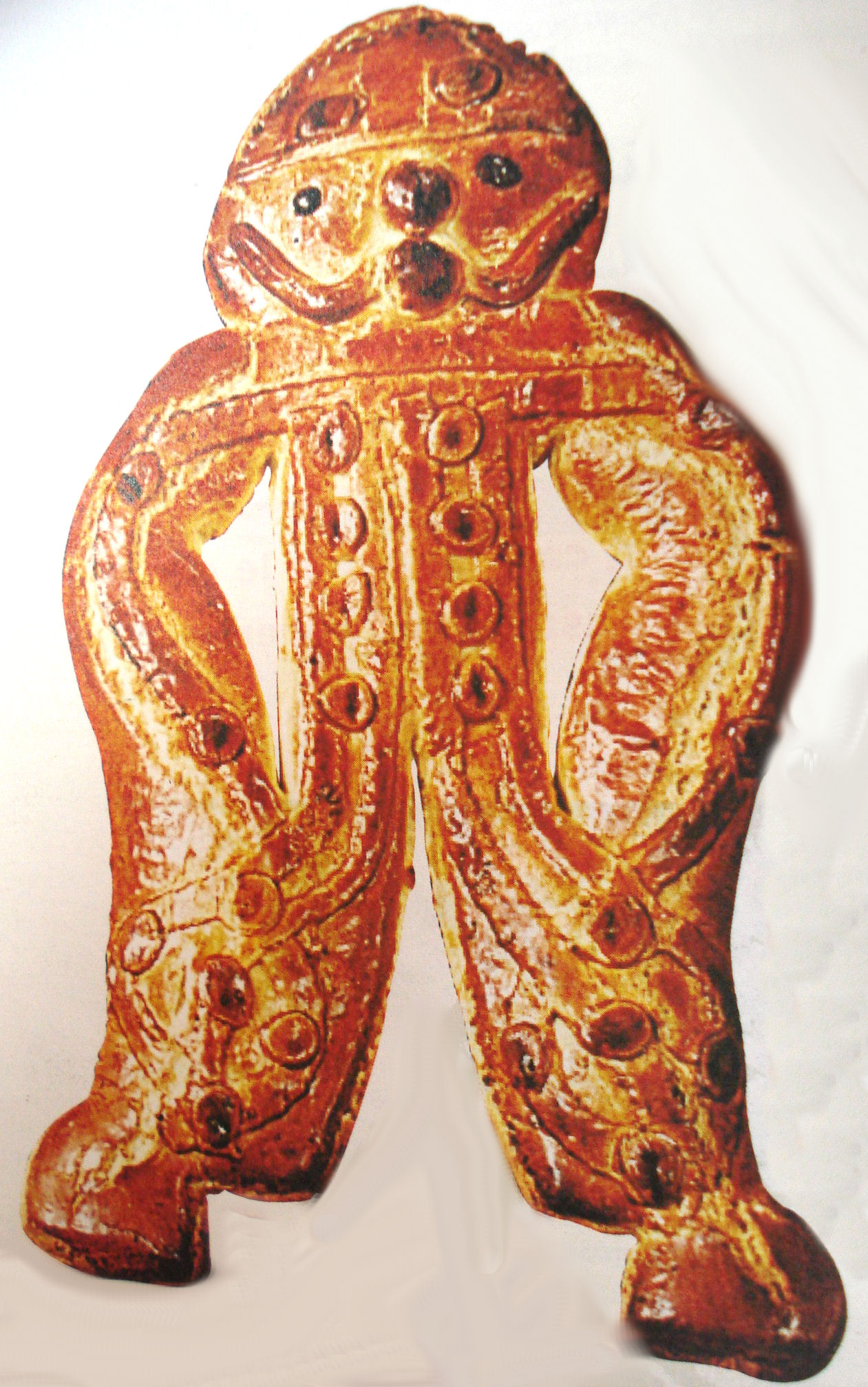
Suisse de Valence

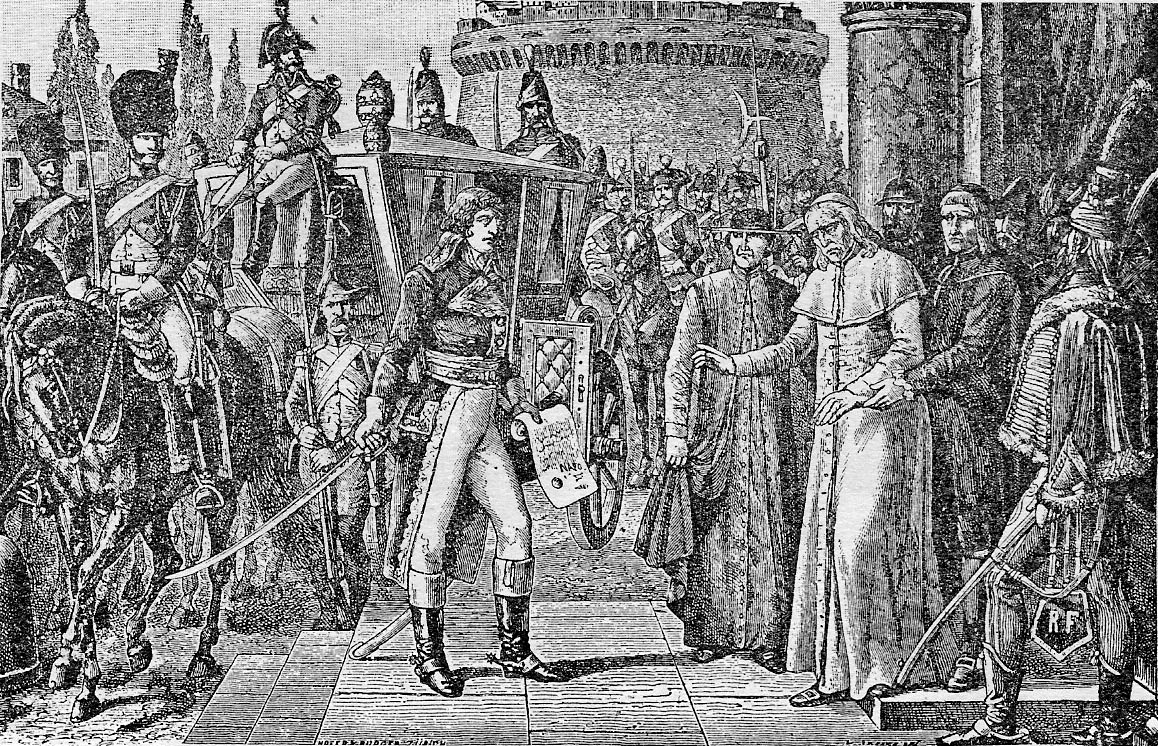
Napoleon sleepte paus Pius VI naar Valence

De Suisse de Valence is een koek van bladerdeeg die gebakken wordt in de Franse stad Valence. 
De koek verwijst naar een soldaat van de Zwitserse wacht die paus Pius VI vergezelde tijdens diens gevangenschap in Frankrijk (1799). Generaal Napoleon Bonaparte arresteerde Pius VI in Rome en liet hem transporteren over de Alpen naar Frankrijk. De hoogbejaarde Pius VI stierf uitgeput in Valence en werd er begraven (1799).
In de 19e eeuw namen pasteibakkers van Valence het initiatief voor deze koek. De vorm is deze van het uniform van een Zwitserse wachter. De koek is geparfumeerd met citroenwater en sinaasappelaroma's, en bevat gekonfijte stukken sinaasappel. De Suisse de Valence is een toeristische attractie geworden.